# Harmônico natural
O Harmônico Natural é uma técnica utilizada mais na guitarra elétrica,violino,viola,violoncelo e contrabaixo do que na guitarra acústica/violão. Essa técnica, parecida com o harmônico artificial (porém de mais fácil aprendizagem) consiste em tocar uma corda solta e logo depois encostar o dedo levemente em um determinado traste da guitarra.
Seguem algumas dicas para melhor utilização dessa técnica:
- Não fazer pressão sobre o traste. Apenas encoste o dedo de leve e logo em seguida, retire;
- Utilize bastante distorção, o harmônico terá mais sustain e soará muito melhor;
- Faça os harmônicos nas cordas G, D e A, pois elas têm mais vibração.

A partir desse harmônico, guitarristas conseguem obter também o Harmônico da Alavanca - técnica muito utilizada por Dimebag Darrell.